# 横浜市立図書館
横浜市立図書館（よこはましりつとしょかん）は神奈川県横浜市にある市立図書館の総称である。横浜市内18区にそれぞれ1つの図書館があり、全館で約410万冊の図書を収蔵している。18館を「横浜市立図書館」と総称するが、各図書館の名前は「立」が入らない「横浜市○○図書館」である。

## 概要
1921年に横浜市中央図書館の前身である横浜市図書館として設立された。1974年の磯子図書館の開館を皮切りに順次、数を増やしていき、1994年の中央図書館の開館で1区1館計画が完成。1994年に出された「ゆめはま2010プラン」の基本計画では、図書館8館の新設と地区センター等とのネットワーク整備が構想されていたが、実際には青葉区と都筑区の分区に伴い1995年に2館が新設されたのみで、それ以降の進展はない。地区センター図書室の蔵書は検索可能にはなったが、市立図書館とは分離されたままで、地区センター同士のネットワーク化もされていない。
市町村立図書館の中で大阪市に次いで2位の蔵書数を誇るが、横浜市は全国の市町村のなかでもダントツの人口を有するため、人口当たりの蔵書数では1.1冊/人と全国の政令指定都市の中で最低である。人口の減少に伴い、利用者数も減少傾向にあったが、令和2年からは貸出冊数の増加が見られる。
2024年、大型図書館を新設する、さらに一部の館を中規模化されることが報じられた。

## 図書館要求の運動
1967年の「横浜の図書館の充実を願う市民の会」による署名運動以来、横浜市の図書館の充実を求める声は続いている。
「もっと市立図書館を建設してください」との市民の声に対して、横浜市は「市立図書館の新設につきましては、現在、具体的な計画はありません。市立図書館以外では、地区センター及びコミュニティハウス等の施設でも、図書の貸出を行っています。」との回答をしている（地区センター及びコミュニティハウスは市内に100か所以上あり、独自の読書コーナーを設けて貸出を行っている）。
これに対して、「横浜の図書館を考える集い」代表世話人の関千恵子は「図書館と関係ない市民局所管の図書室は、大体三、〇〇〇冊、多くて五、〇〇〇冊くらいの本である。専門の司書がいるわけでもない。当初、新しい本が入ったときは、なかなか立派に見えるが、半年もすれば、同じ本ばかり、ということになり、あきられてくる。」として、せめて市立図書館の末端の配本施設として、移動図書館のように定期的に本を取り替えることを求めている。

## 利用案内

### 開館日
- 火曜日～金曜日： 午前9時30分～午後7時（中央図書館、山内図書館は午後8時30分まで）
- 土・日・月曜日・祝日・12月28日： 午前9時30分～午後5時
- 1月4日： 正午～午後5時

休館日
- 施設点検日（毎月）
- 年末年始（12月29日～1月3日）
- 図書特別整理日
- 臨時休館日

### 各種サービス
登録
横浜市内に在住または通勤・通学している者は利用登録ができる。そのほか、2017年3月から川崎市・鎌倉市・藤沢市・大和市と、2018年4月から横須賀市と、2020年11月から町田市と、2021年4月から逗子市と相互利用を開始した（ただしカード種別が異なり、予約不可）。
貸出
図書・雑誌あわせて10冊まで貸出できる。貸出期間は14開館日で、ほかに予約待ちの利用者が居ない本であれば、一度だけ更に14日間延長することができる。
返却
借りた図書館以外でも、横浜市立図書館18館及びその返却ポスト、移動図書館「はまかぜ号」でも返却できる。その他の返却可能な施設・返却ポストは下記の通り。
- 港北区
  - 日吉図書取次所「日吉の本だな」（慶應義塾大学日吉キャンパス協生館）

- 旭区
  - 二俣川駅行政サービスコーナー（及びその返却ポスト）

- 戸塚区
  - 東戸塚駅行政サービスコーナー

- 港南区
  - 港南台地区センター（及びその返却ポスト）

- 青葉区
  - 美しが丘西地区センター
  - 大場みすずが丘地区センター
  - 奈良地区センター
  - 藤が丘地区センター
  - 若草台地区センター
  - 田奈ステーション（青葉区区民活動支援センター）
  - 青葉台コミュニティハウス
  - 市が尾駅返却ポスト（但し返却時に図書館カードが必須）
  - 青葉台駅返却ポスト（但し返却時に図書館カードが必須）
  - たまプラーザ駅返却ポスト（但し返却時に図書館カードが必須）

予約
貸出中または未所蔵の資料は予約（リクエスト）をすることができる。件数は6件までで、図書館のカウンターまたは電話から申し込める。利用者自身によってホームページ上で「パスワード」の登録をしていれば、既に所蔵されている資料に限りインターネットの蔵書検索（OPAC）ページからも申し込み可能。パスワードとメールアドレスの登録をすると、日吉図書取次所、二俣川・東戸塚の行政サービスコーナー、港南台と青葉区内7ヶ所の地区センターでも予約本の受け取りが可能になる。
横浜市立図書館で所蔵していない資料でも、神奈川県内の公共図書館や、提携している一部の大学図書館で所蔵していれば、無料を取り寄せることができる（図書館間相互貸借制度）。それ以外の国立国会図書館、県外公共図書館、大学図書館からの場合も、取り寄せは可能であるが、郵送料金は利用者負担となる。
コピー
横浜市立図書館では1999年から、コピー機の管理をリース業者に委託することで著作権法第31条の適用外（第30条の私的利用）だと主張し、利用者は一切の手続きなく無制限にコピーができるようになった。
オンラインデータベース
全館で国立国会図書館の図書館向けデジタル化資料送信サービス（但し図書館カードを持っている等の条件あり）、朝日新聞記事データベース「聞蔵IIビジュアル」、判例等の法律情報データベース「Westlaw Japan」、大宅壮一文庫の雑誌記事索引検索データベース「Web OYA-bunko」が利用できる。そのほか中央図書館では読売新聞記事データベース「ヨミダス歴史館」、日経新聞記事データベース「日経テレコン」、官報情報検索サービスなども利用できる。
電子書籍サービス
2021年3月に「横浜市立図書館電子書籍サービス」を開設。株式会社図書館流通センターの電子図書館サービスを導入し、約3,000コンテンツから開始した。

## 統計
18ある行政区に、中央図書館を含め、18館ある。（以下のデータは2016年度のもの）
1区1館であるため、各図書館には基本的に区の名前がつけられているが、中央図書館（西区）と山内図書館（青葉区）のみ異なる。
| 名称                                                                         | 住所                     | 蔵書数    | 延床面積 m2 | 年間貸出冊数 （貸出延長含む） | 1日平均入館者数      | 備考                                                         | 設立年 （括弧内は現在地 に於ける開館年） |
| ---------------------------------------------------------------------------- | ------------------------ | --------- | ----------- | ----------------------------- | -------------------- | ------------------------------------------------------------ | ---------------------------------------- |
| 横浜市中央図書館                                                             | 西区老松町1              | 1,698,623 | 21,834      | 875,768                       | 3,089.8              | 公共駐車場併設                                               | 1921(1994)                               |
| 横浜市鶴見図書館                                                             | 鶴見区鶴見中央二丁目10-7 | 109,665   | 1,510       | 373,487                       | 827.8                | 知的障害児通園施設「さざんか学園」併設                       | 1980                                     |
| 横浜市神奈川図書館                                                           | 神奈川区立町20-1         | 124,715   | 1,502       | 451,793                       | 993.3                | 老人福祉センター「うらしま荘」併設                           | 1987                                     |
| 横浜市中図書館                                                               | 中区本牧原16-1           | 111,020   | 1,506       | 250,174                       | 797.9                | 本牧地区センター、知的障害者通所更生施設「オリブ工房」併設   | 1989                                     |
| 横浜市南図書館                                                               | 南区弘明寺町265-1        | 111,629   | 1,790       | 356,577                       | 979.1                | 弘明寺公園プール、弘明寺駅自転車駐輪場併設                   | 1992                                     |
| 横浜市港南図書館                                                             | 港南区野庭町125          | 114,032   | 1,503       | 386,253                       | 601.6                |                                                              | 1987                                     |
| 横浜市保土ケ谷図書館                                                         | 保土ケ谷区星川一丁目2-1  | 188,900   | 2,477       | 452,121                       | 1,062.1              | 保土ヶ谷公会堂併設                                           | 1982                                     |
| 横浜市旭図書館                                                               | 旭区白根四丁目6-2        | 132,697   | 1,507       | 400,169                       | 796.5                |                                                              | 1986                                     |
| 横浜市磯子図書館                                                             | 磯子区磯子三丁目5-1      | 155,589   | 2,891       | 477,794                       | 1,203.7              | 磯子区役所、磯子公会堂併設（磯子区総合庁舎内）               | 1974(1999)                               |
| 横浜市金沢図書館                                                             | 金沢区泥亀二丁目14-5     | 163,447   | 2,116       | 490,733                       | 1,397.3              | 金沢地区センター併設                                         | 1980                                     |
| 横浜市港北図書館                                                             | 港北区菊名六丁目18-10    | 192,610   | 2,372       | 665,197                       | 1,427.3              | 菊名地区センター併設                                         | 1980                                     |
| 横浜市緑図書館                                                               | 緑区十日市場町825-1      | 124,241   | 1,987       | 576,724                       | 1,266.0              | 十日市場地域ケアプラザ、老人福祉センター「緑ほのぼの荘」併設 | 1995                                     |
| 横浜市山内図書館                                                             | 青葉区あざみ野二丁目3-2  | 197,258   | 2,147       | 642,412                       | 1,555.9              | 山内地区センター併設、指定管理者「有隣堂グループ」           | 1977                                     |
| 横浜市都筑図書館                                                             | 都筑区茅ケ崎中央32-1     | 160,225   | 2,396       | 1,010,811                     | 2,438.7              | 都筑区役所、都筑公会堂併設（都筑区総合庁舎内）               | 1995                                     |
| 横浜市戸塚図書館                                                             | 戸塚区戸塚町127          | 182,662   | 3,386       | 614,520                       | 1,855.7              | 戸塚地区センター、戸塚公会堂併設（戸塚センター内）           | 1978                                     |
| 横浜市栄図書館                                                               | 栄区公田町634-9          | 109,510   | 1,518       | 470,246                       | 947.6                |                                                              | 1989                                     |
| 横浜市泉図書館                                                               | 泉区和泉町6207-5         | 125,492   | 1,520       | 413,413                       | 773.5                |                                                              | 1989                                     |
| 横浜市瀬谷図書館                                                             | 瀬谷区本郷三丁目22-1     | 110,036   | 1,547       | 312,563                       | 599.0                |                                                              | 1985                                     |
| 移動図書館 はまかぜ号                                                        |                          |           |             | 126,747                       |                      |                                                              |                                          |
| 二俣川駅行政サービスコーナー 東戸塚駅行政サービスコーナー 港南台地区センター |                          |           |             | 219,674                       |                      |                                                              |                                          |
| 青葉区の地区センター                                                         |                          |           |             | 114,483                       |                      |                                                              |                                          |
| インターネットからの貸出延長                                                 |                          |           |             | 991,666                       |                      |                                                              |                                          |
| 総計                                                                         |                          | 4,112,351 | 55,509      | 10,673,325                    | 1,256.6 （全館平均） |                                                              |                                          |

## 各区の図書館

### 横浜市中央図書館（西区）

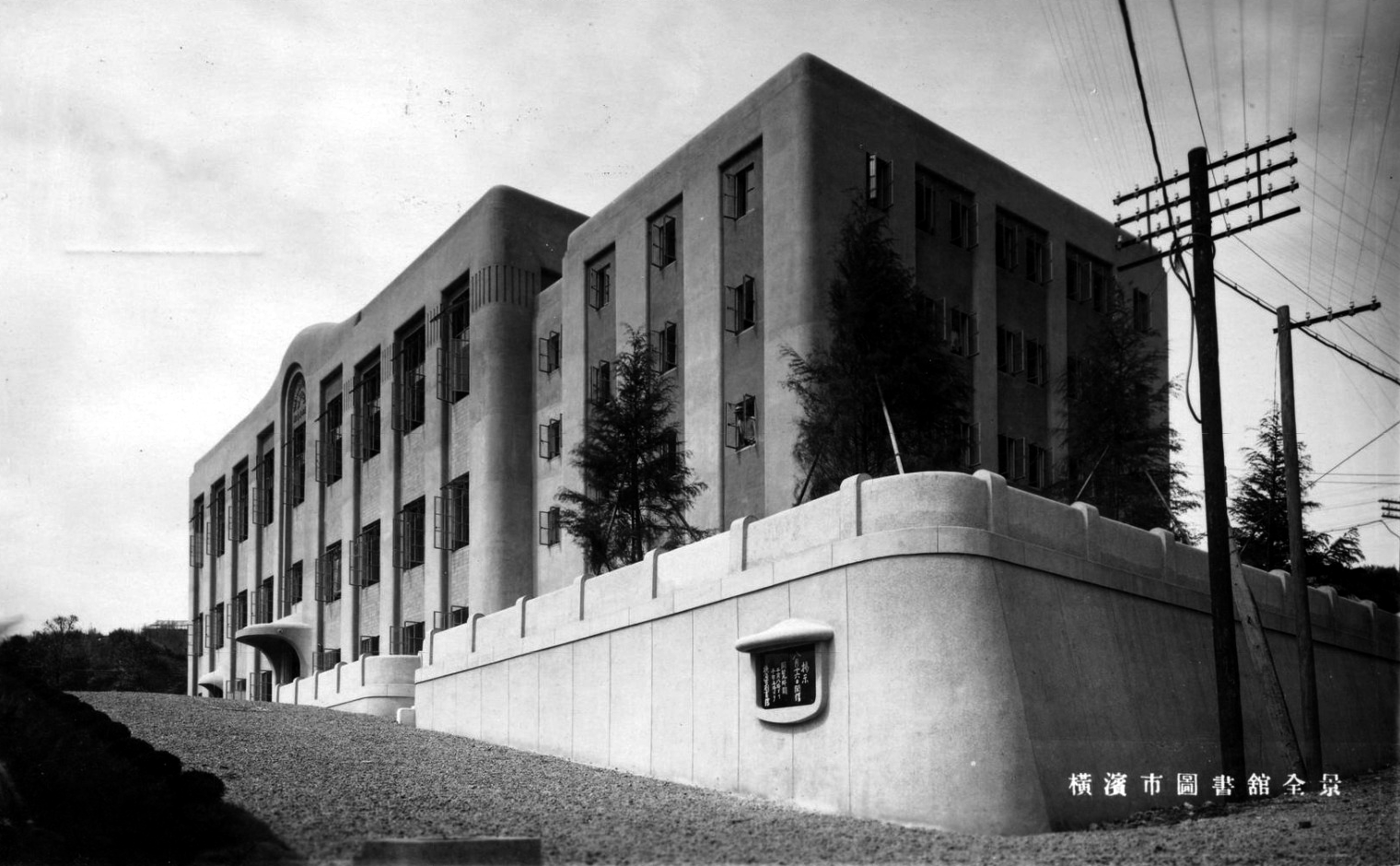
旧 横浜市図書館

横浜市中央図書館（よこはましちゅうおうとしょかん）は、西区老松町1にある公立図書館である。横浜市立図書館の中核部である。
横浜港開港60年・自治制施行30年記念事業として、1919年12月に建設が計画され、1921年6月に市内初の公立図書館として横浜公園内の図書館建設事務所内に「横浜市図書館仮閲覧所」の名称で開館。本館の建設計画を市議会に提出する目前の1923年9月、関東大震災で1万数千冊の蔵書とともに全焼。12月16日に南区中村町の石油倉庫跡のバラック（現在の横浜市立中村小学校付近）に「中村町閲覧所」を仮設し、被災者に娯楽を提供（本館完成後もしばらくの間存続）。1926年3月20日に横浜公園内に仮本館を再建し、1927年に旧老松小学校跡（現在地）に建設した本館「横浜市図書館」に移転。1994年の建て替えで「横浜市中央図書館」に改称された。
2012年現在、日本の市立図書館の単館蔵書数としては、大阪市立中央図書館についで2番目の規模となっている。

### 横浜市鶴見図書館

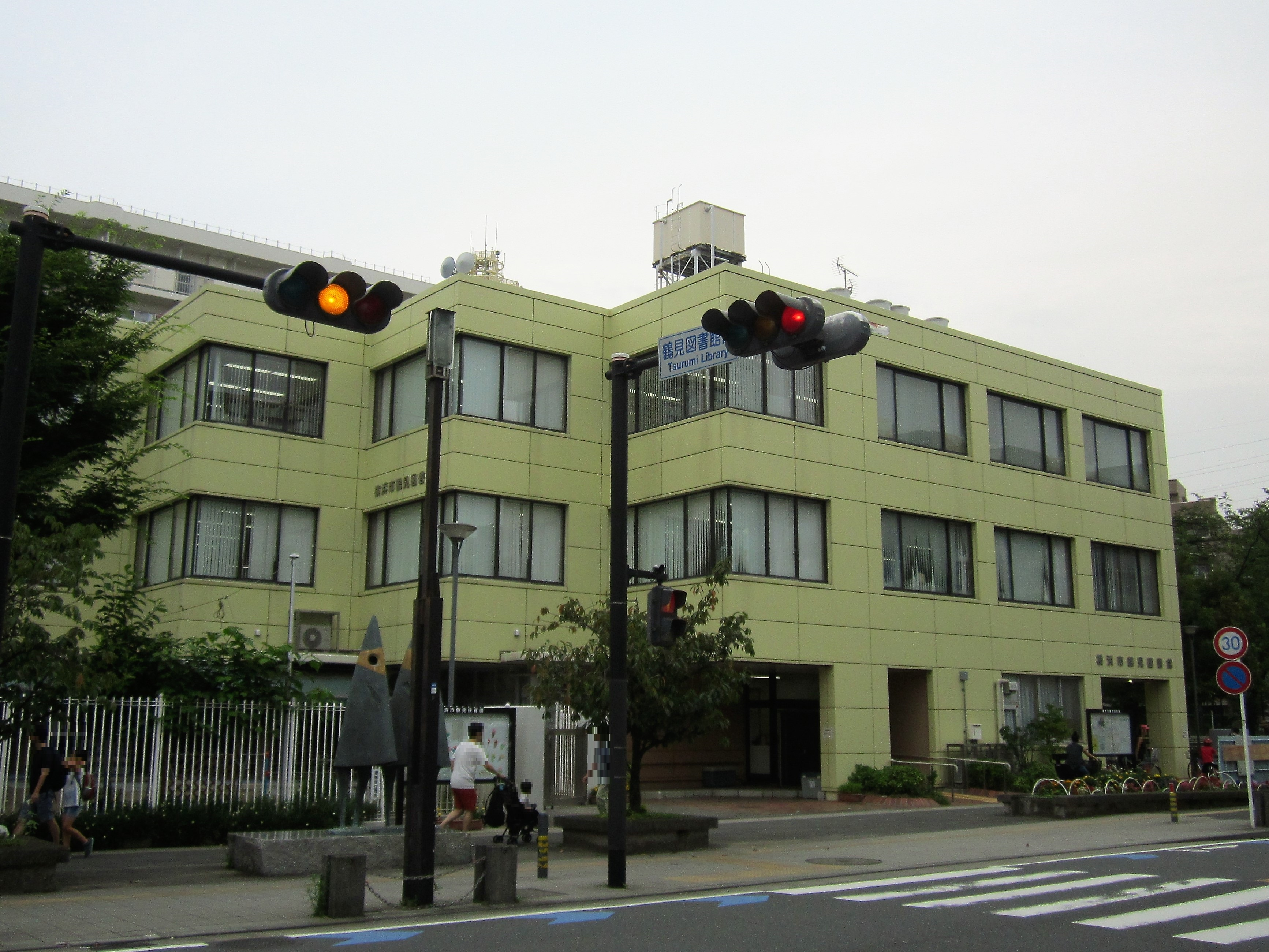
横浜市鶴見図書館

横浜市鶴見図書館（よこはましつるみとしょかん）は横浜市鶴見区鶴見中央二丁目10-7にある公立図書館である。
1980年11月に市内で5番目の図書館として開館した。2010年の開館30周年を記念して、マスコットキャラクターの「つるぽん」を制定した。

### 横浜市神奈川図書館

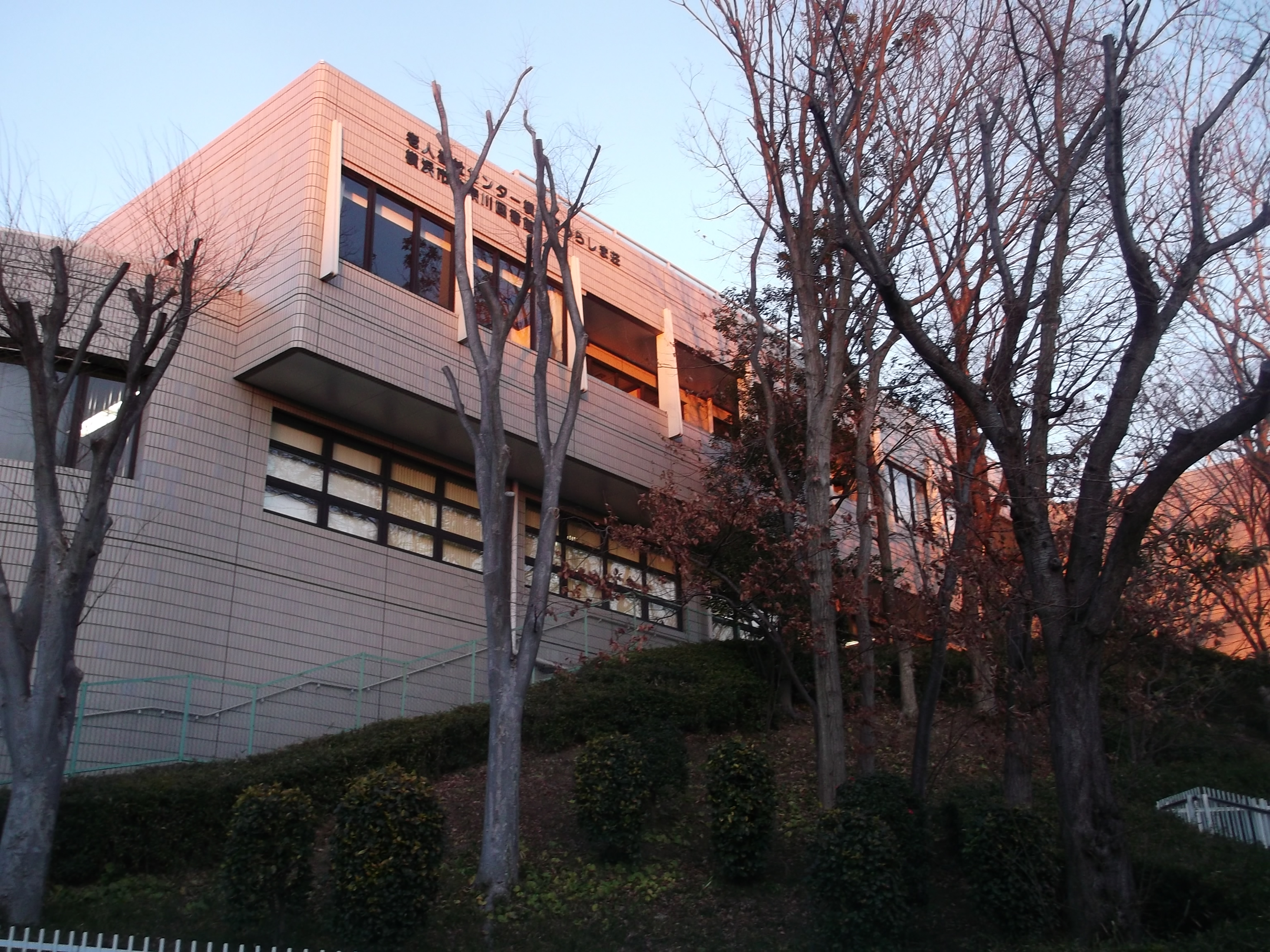
横浜市神奈川図書館

横浜市神奈川図書館（よこはましかながわとしょかん）は横浜市神奈川区立町20-1にある公立図書館である。
1987年10月に市内で12番目の図書館として開館した。キャッチフレーズは「図書館はあなたの知恵袋」。

### 横浜市中図書館
横浜市中図書館（よこはましなかとしょかん）は横浜市中区本牧原16-1にある公立図書館である。
1989年5月に市内で15番目の図書館として開館した。場所は同年にオープンしたマイカル本牧の隣地で、18館のうち唯一鉄道駅が近隣に無く、そのためか年間入館者数も貸出冊数も少ない（貸出冊数は横浜市立図書館の中で最少である）。
マスコットキャラクターは本を読む馬のモック。設立20周年の2009年に名前を公募して、2010年に決定した。

### 横浜市南図書館

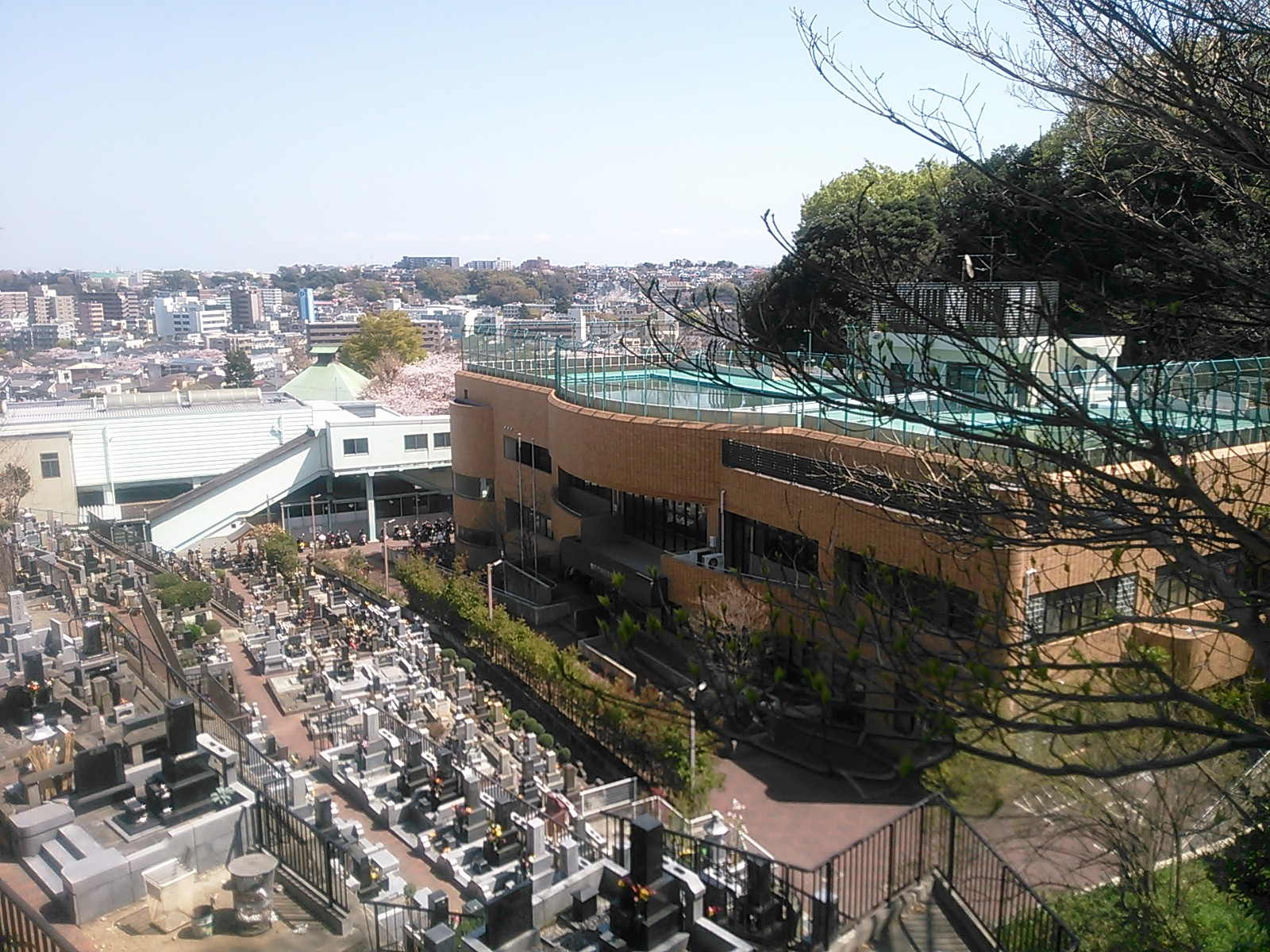
横浜市南図書館

横浜市南図書館（よこはましみなみとしょかん）は、横浜市南区弘明寺町265-1にある公立図書館である。

#### 施設概要
京急の弘明寺駅に隣接しており、18館のなかで最も駅に近い（地下鉄の弘明寺駅からは数百メートル離れている）。山の斜面を利用した鉄筋コンクリート造4階建てで、建物の1階は主に駅利用者のための自転車駐輪場、4階と屋上は弘明寺公園プール（夏季のみオープン）に利用されているため、2・3階部分のみが図書館となっている。
図書館の1階には主に児童図書、2階には一般図書が配架されている。そのほか、1階には「児童書研究コーナー」、「初めて出会う絵本コーナー」、「外国語の本コーナー」などがあり、2階には「おしごと応援コーナー」、「ティーンズコーナー」、「郷土資料コーナー」などがある。
南区には横浜国際高等学校があり、外国人居住比率も中華街のある中区に次いで高いため、しばしば外国の本や文化、風土を紹介するイベントを行っている。

#### 歴史
1992年（平成4年）12月に市内で16番目の図書館として開館した。16区体制当時の最後に開館した図書館であり、この時点で1区1館構想が一旦実現したことになる。
2012年12月、南図書館創立20周年を記念して、利用者の投票によって南図書館のマスコットキャラクター「ぐみょじい＆ぐみょにゃん」が制定された。キャラクターは横浜国際高等学校エンターテイメント部の生徒がデザインした。

### 横浜市港南図書館

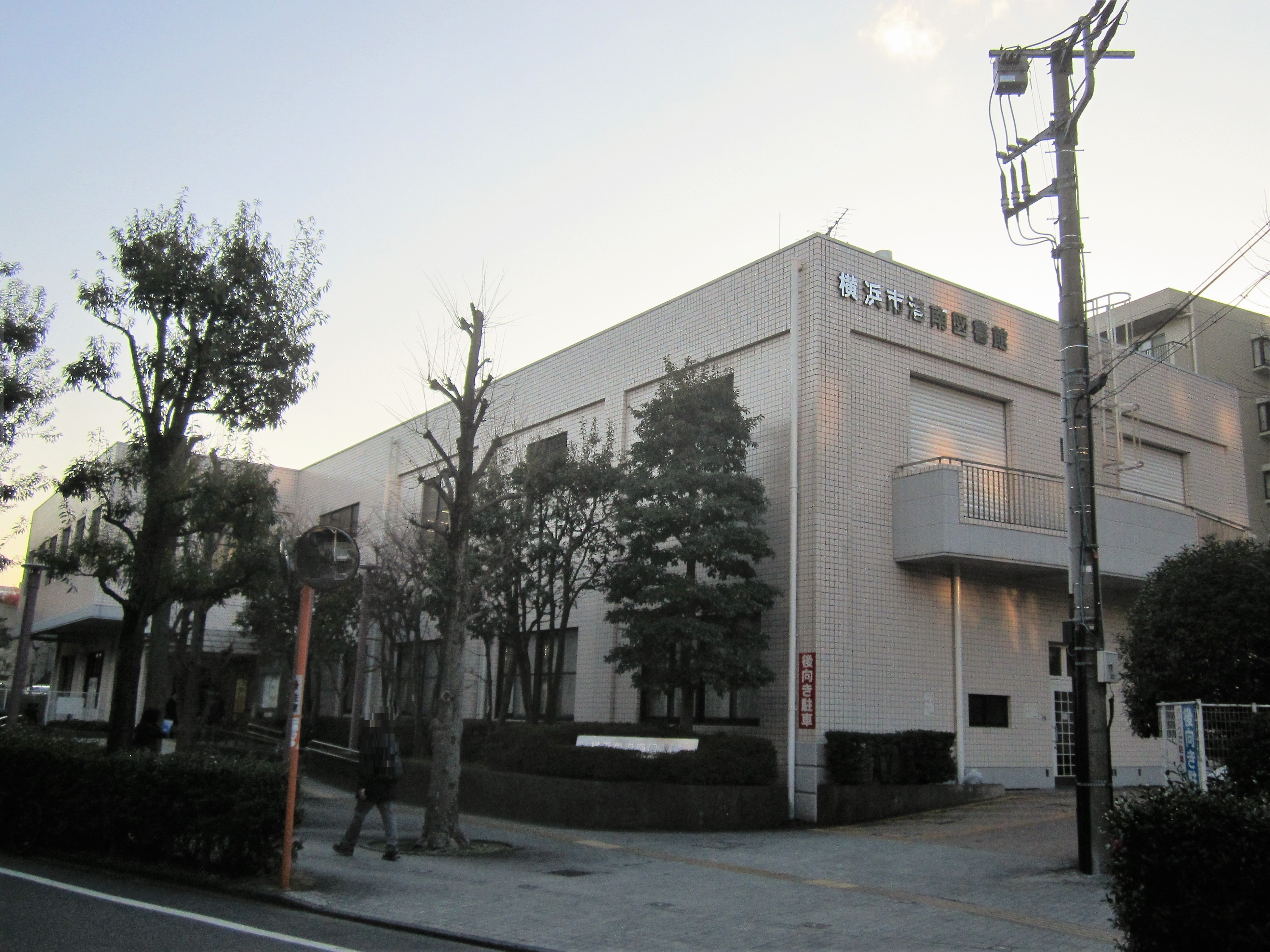
横浜市港南図書館

横浜市港南図書館（よこはましこうなんとしょかん）は横浜市港南区野庭町125にある公立図書館である。
1987年1月に市内で11番目の図書館として開館した。年間入館者数は横浜市立図書館の中でほぼ最少（瀬谷に次いで2番目に少ないが僅差）だが、貸出冊数は比較的多い。

### 横浜市保土ケ谷図書館

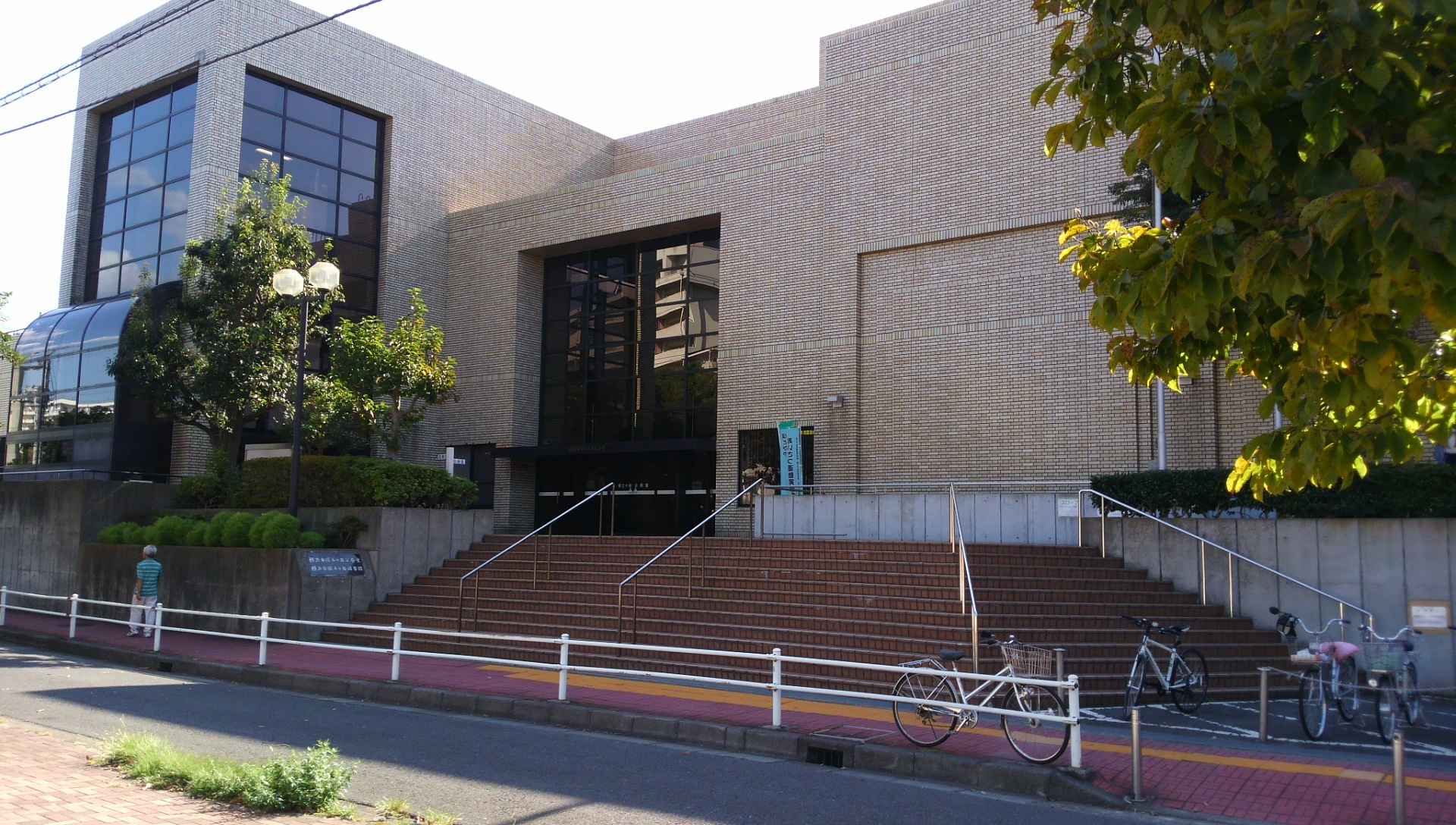
保土ヶ谷図書館（左側）および公会堂（右側）

横浜市保土ケ谷図書館（よこはましほどがやとしょかん）は横浜市保土ケ谷区星川1-2-1にある公立図書館である。
1982年5月に市内で8番目の図書館として、星川駅の南東側に開館した。公会堂が併設されている。

### 横浜市旭図書館

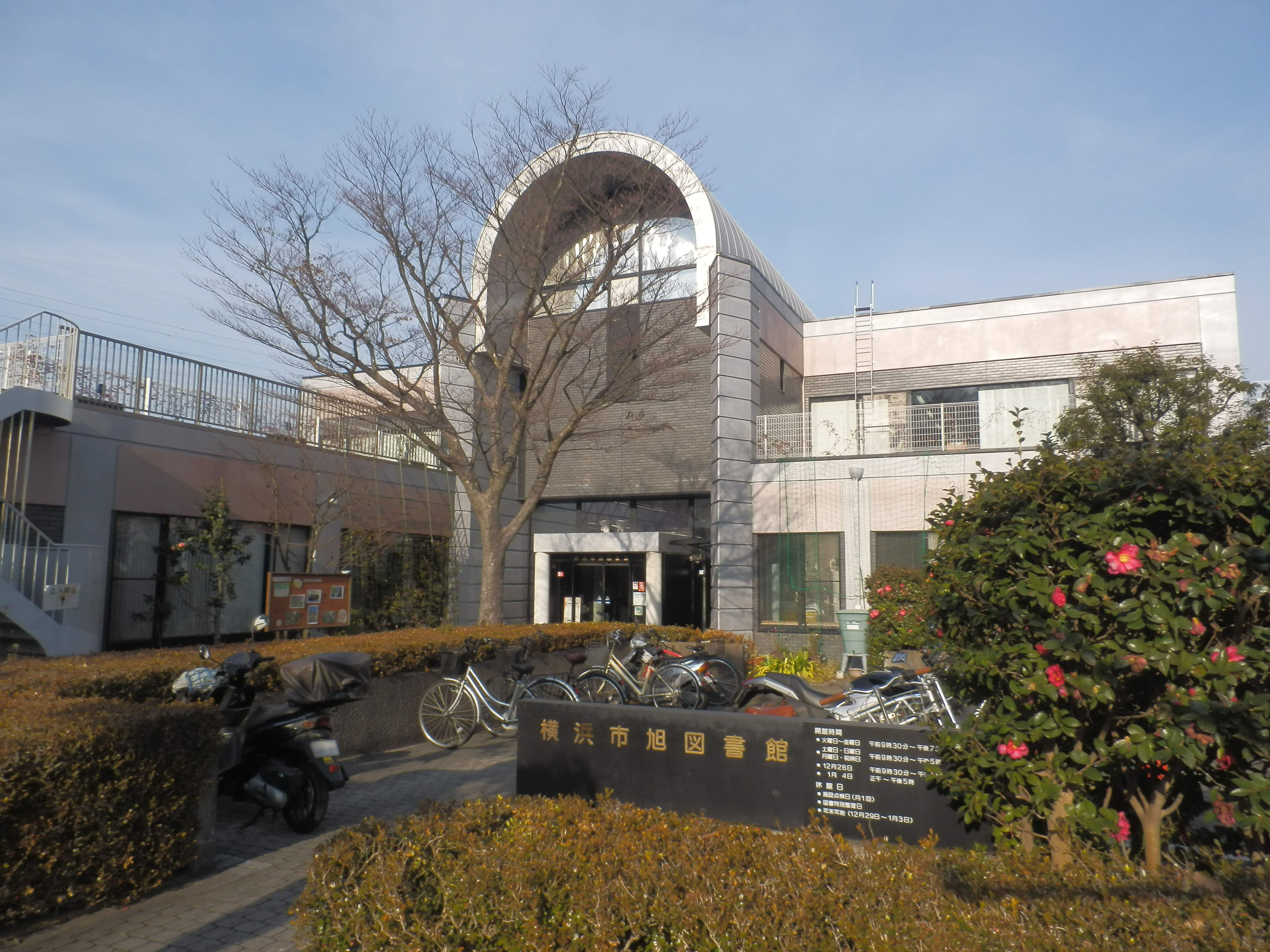
横浜市旭図書館

横浜市旭図書館（よこはましあさひとしょかん）は、横浜市旭区白根4-6-2にある公立図書館である。
鉄筋コンクリート造の2階建てで、主に1階に児童図書、2階は一般図書が配架されている。1階には児童図書室や一般文庫、ティーンズコーナーのほか、カウンターや会議室などがある。2階には一般図書室があり、新聞・雑誌などのコーナー、一般用閲覧席などがある。
相模鉄道本線の二俣川駅にある行政サービスコーナーでは、図書の貸出・返却取次サービスが行われており、利用者登録の更新などもできる。
1986年（昭和61年）5月に市内で10番目の図書館として開館した。2011年（平成23年）の開館25周年を機に「環境にやさしい図書館づくり」を目指して図書館の屋上を緑化し、「あさひくんの庭」として植物を花壇などで定植している。

### 横浜市磯子図書館
横浜市磯子図書館（よこはましいそごとしょかん）は横浜市磯子区磯子三丁目5-1にある公立図書館である。
1974年10月に市内で2番目の図書館として磯子センター内に開館した。1999年に磯子区総合庁舎の地下1階に移転した。

### 横浜市金沢図書館
横浜市金沢図書館（よこはましかなざわとしょかん）は横浜市金沢区泥亀二丁目14-5にある公立図書館である。
市民による図書館建設運動の結果、1980年5月に市内で6番目の図書館として開館した。2010年、開館30周年を記念して名前を公募し、マスコット「りーどくん」（コアラ）を制定した。
2009年から2012年まで、京浜急行の協力で金沢文庫駅に図書返却ポストを設置していたが、現在は終了している。
金沢区には横浜市立大学や関東学院大学のキャンパスがあり、大学との連携に力を入れている。

### 横浜市港北図書館

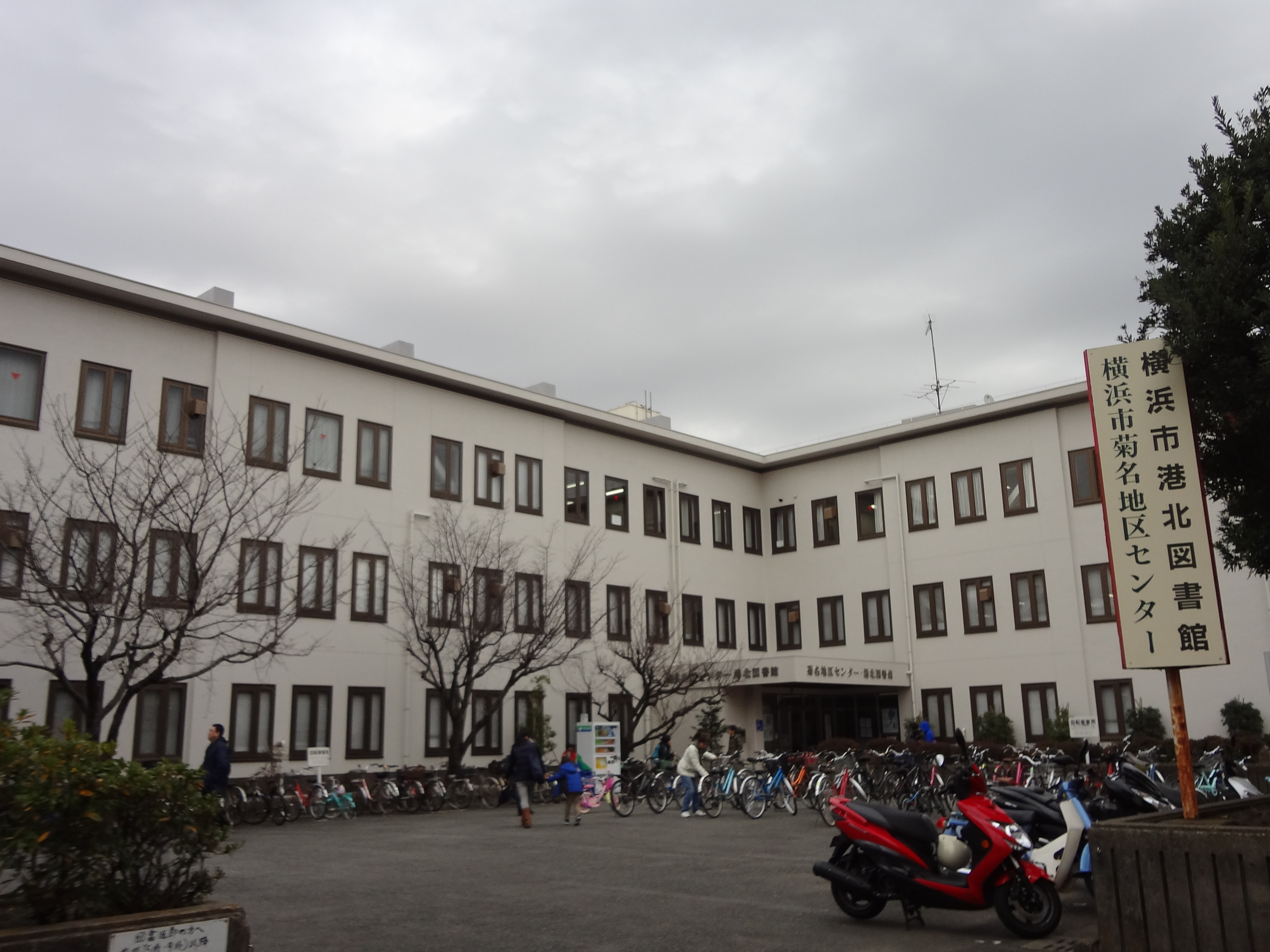
横浜市港北図書館

横浜市港北図書館（よこはましこうほくとしょかん）は横浜市港北区菊名六丁目18-10にある公立図書館である。
市民による図書館建設運動の結果、1980年8月に市内で7番目の図書館として開館した。旧港北区役所の建物を活用している。市民団体「港北図書館友の会」がある。
2010年の開館30周年を記念して、マスコットキャラクターの、としょんぼ（とんぼ）、てんてん（てんとうむし）、カブック（かぶとむし）を制定した。

### 横浜市緑図書館
横浜市緑図書館（よこはましみどりとしょかん）は横浜市緑区十日市場町825-1にある公立図書館である。
1995年5月に市内で18番目の図書館として開館した。1994年11月に、緑区から青葉区が分区したことに伴い、緑区の図書館であった山内図書館が青葉区の図書館となり、緑区に新たな図書館が作られた。
2007年から2010年まで、長津田駅に図書返却ポストを設置していたが、現在は終了している。

### 横浜市山内図書館（青葉区）
横浜市山内図書館（よこはましやまうちとしょかん）は横浜市青葉区あざみ野二丁目3-2にある公立図書館である。

#### 施設概要
鉄筋コンクリート造3階建てだが、山内地区センターを併設しているため、図書館は2階の1フロアのみである。
青葉台駅・市が尾駅・たまプラーザ駅に設置された返却ポストで横浜市立図書館の本の返却を受け付けている。なお、駅返却ポストでの図書返却には「横浜市立図書館カード」が必要である。2020年現在、駅返却ポストを設置しているのは山内図書館だけである。
美しが丘西地区センター、大場みすずが丘地区センター、奈良地区センター、藤が丘地区センター、若草台地区センター、田奈ステーション（青葉区区民活動支援センター）、青葉台コミュニティハウスの青葉区内７施設で貸出・返却取次サービスを行っている。
マスコットキャラクターはレッサーパンダの「やまちゃん」。
2017年現在、横浜市立図書館で唯一指定管理者として民間企業（有隣堂）に運営を委託している。そのため、独自のホームページをもつほか、ツイッターやメルマガやブログによる情報発信、青葉区風景写真データベースの作成、日経テレコンなど有料データベースの活用、開館時間の延長、図書購入の取次、館内文房具ショップ、託児サービス、図書の有料宅配サービス、登録不要の無線LANサービスの提供などユニークな活動を展開している。
民間企業に運営が委託されて以後、図書館長が司書資格を持つ女性になった。

#### 歴史
1977年4月に市内で3番目の図書館として開館した（住民による図書館要求運動の成果）。当時は青葉区が分離する前の緑区にできた図書館だったが、まだ1区1館構想もなく、地元民の希望で山内村から名前をとって山内図書館となった。
2005年5月、図書館が遠くて不便という区民の声に応えて、市が尾駅、奈良地区センターでの図書返却サービスを開始する。12月には、青葉台駅、たまプラーザ駅、田奈ステーションでも返却サービスも開始し、同時に奈良地区センターで予約本を受け取れる取次サービスもモデル事業としてはじめた。
2007年、上記のモデル事業が好評であったことから、図書の貸出・返却取次サービスが青葉区内地区センター等6施設に拡大される（2017年現在は7施設）。
2010年、指定管理者制度を導入し、有隣堂グループによる運営を開始。平日火～金曜日の開館時間を午後8時30分まで延長。有料宅配サービスの試行開始。

### 横浜市都筑図書館
横浜市都筑図書館（よこはましつづきとしょかん）は横浜市都筑区茅ケ崎中央32-1にある公立図書館である。

#### 施設概要
鉄筋コンクリート造地下1階地上6階建ての都筑区総合庁舎の1階が、都筑図書館である。
10倍以上の蔵書数がある中央図書館よりも年間の貸出冊数が多く、市民によく利用されている図書館の一つである（年間入館者数も中央図書館に次いで2位）。
民間の指定管理者制度を採用した山内図書館ほどではないが、図書館ホームページも横浜市立図書館のテンプレートに独自の改良を加えるなど、職員の熱心な活動で知られている。
無線LAN「フレッツ・スポット」（NTT東日本）が利用できる（要登録）。

#### 歴史
1995年4月に市内で17番目の図書館として開館した。これは1994年11月の都筑区の誕生を受けて、都筑区総合庁舎の完成とともに1階フロアに開館したものである。区役所と同じ建物にあるため、中央図書館、磯子図書館と並び、駐車場が充実している（ただし有料）。
2000年3月の開館5周年記念シンポジウム「地域図書館の新たな役割を考える」のために公募した市民サポーターから地域サークル「つづき図書館ファン倶楽部」が生まれる。このサークルは、年4回ファン倶楽部通信を発行して無料配布するなど、利用者の増大に貢献している。図書館職員や市長とのミーティングもたびたび行っている。
2010年、15周年を記念してマスコットキャラクターの「みゃーご（ブックトラックねこ）」と「ちゅーず（司書ねずみ）」が制定された。
2012年、港北図書館、緑図書館と共同で、横浜市北部地域写真アーカイブ『丘のヨコハマ写真館』を作成した。

### 横浜市戸塚図書館

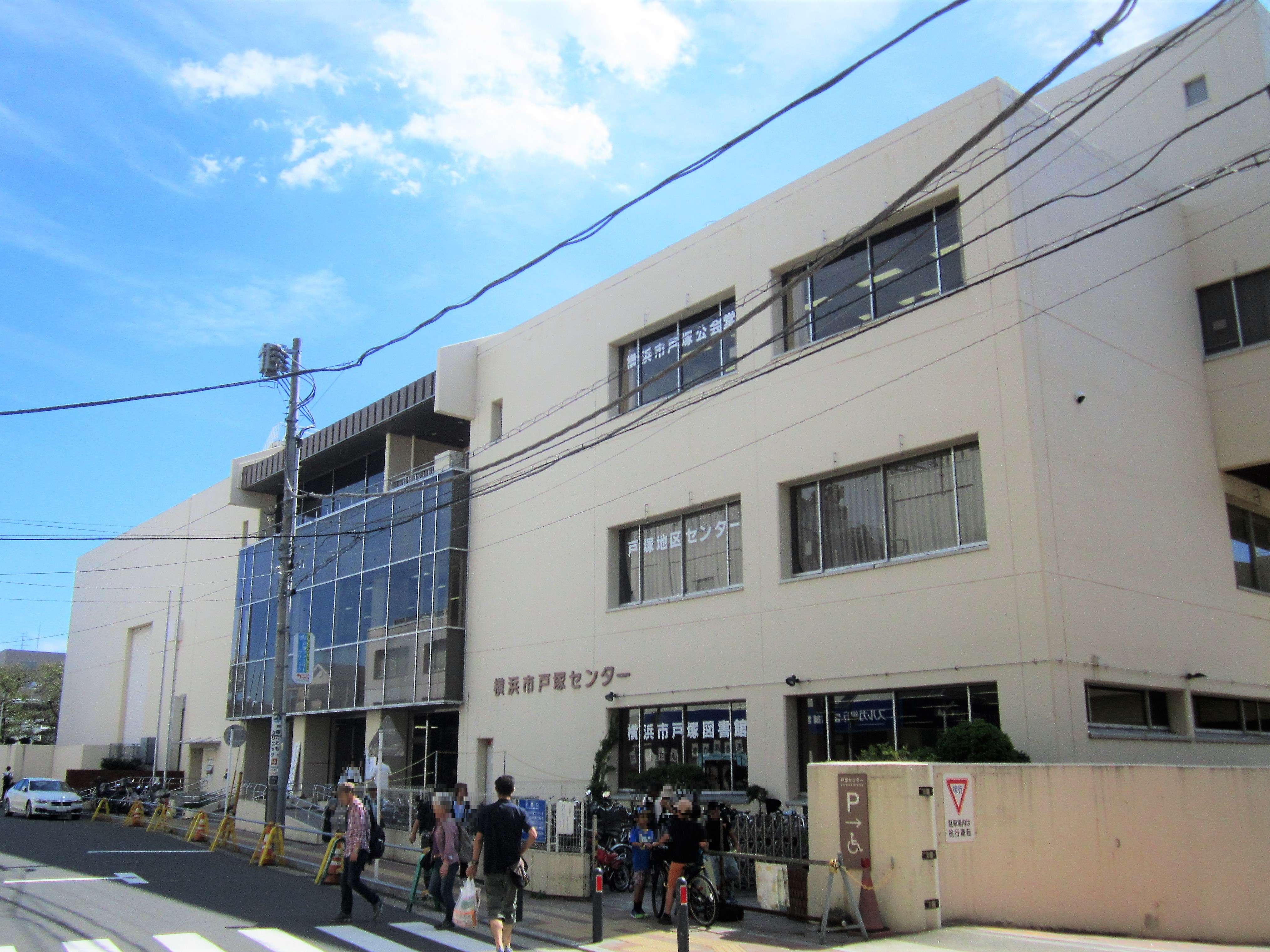
横浜市戸塚図書館

横浜市戸塚図書館（よこはましとつかとしょかん）は横浜市戸塚区戸塚町127にある公立図書館である。
1978年に市内で4番目の図書館として戸塚駅西口の戸塚センター内に開館した。1972年に作られた「戸塚に図書館を作る会」などの市民運動の成果である。
戸塚センターは鉄筋コンクリート造で地下1階地上3階建ての建物である。2階は戸塚地区センター、3階は公会堂となっていて、閲覧室は1階部分のみである。2階の一部と地下を事務室と書庫として利用している。
東戸塚駅の行政サービスコーナーでは、図書の貸出・返却取次サービスが行われており、利用者登録の更新などもできる。

### 横浜市栄図書館

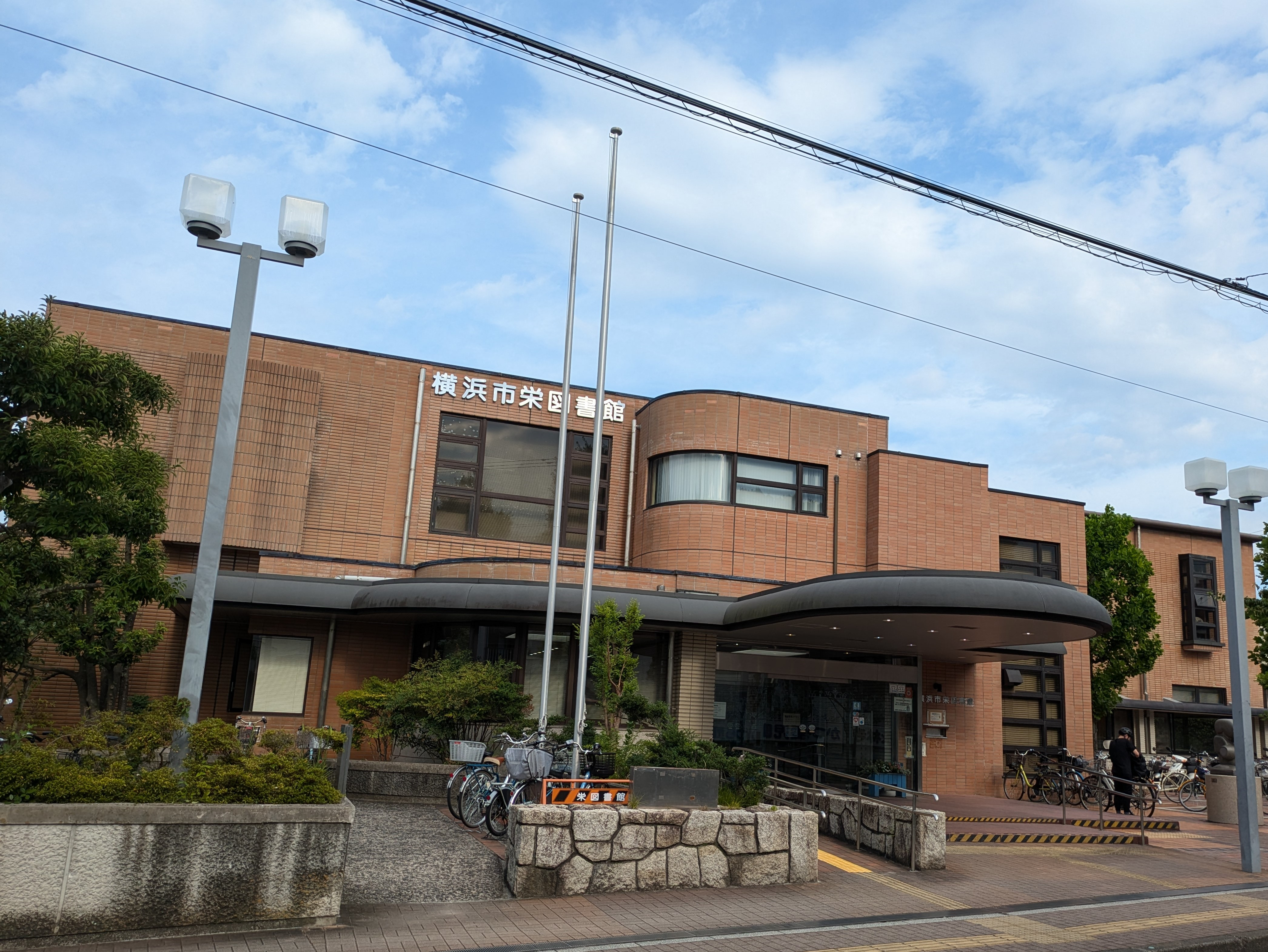
横浜市栄図書館

横浜市栄図書館（よこはましさかえとしょかん）は横浜市栄区公田町634-9にある公立図書館である。
1989年3月に市内で14番目の図書館として開館した。

### 横浜市泉図書館

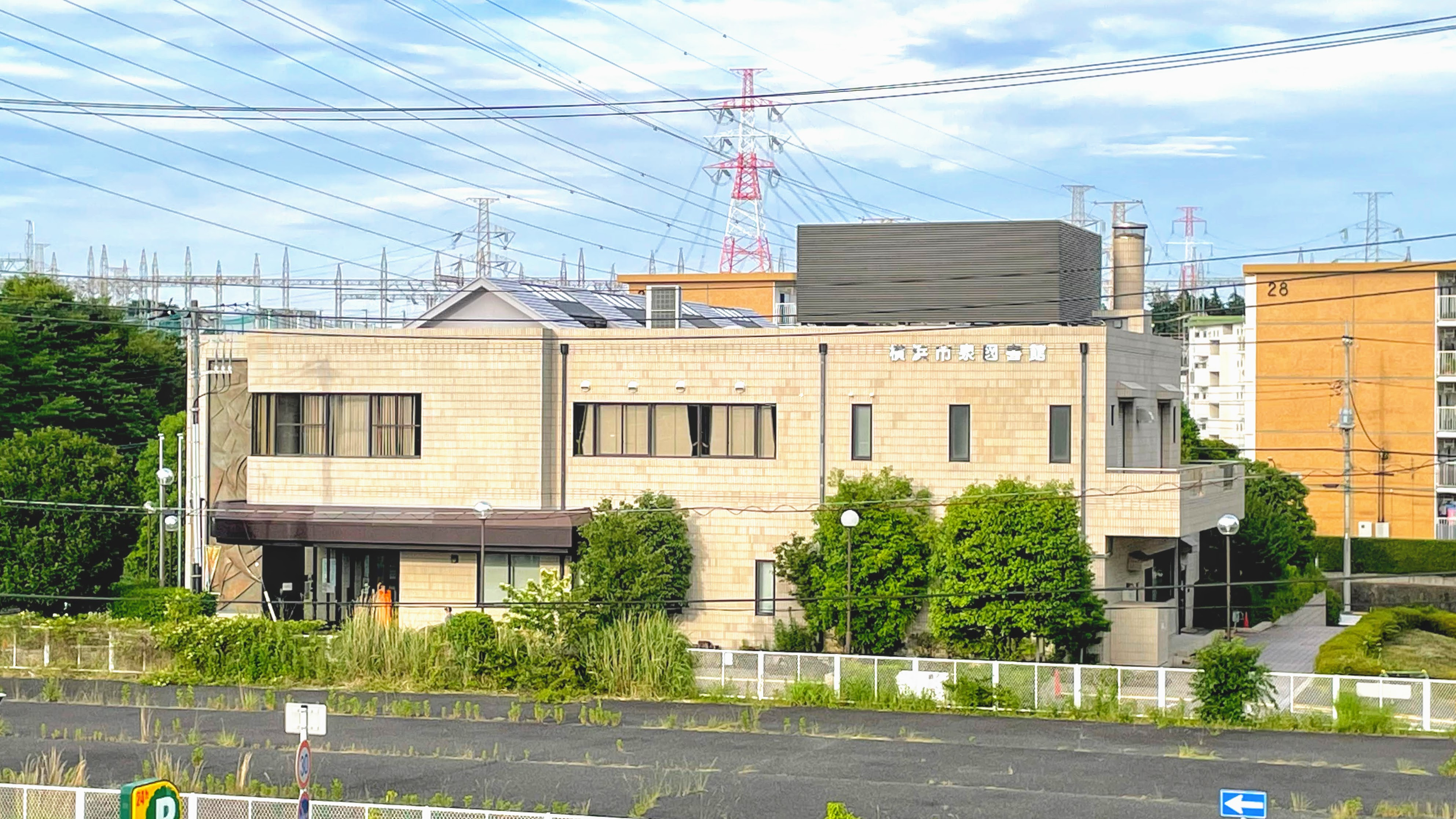
横浜市泉図書館

横浜市泉図書館（よこはましいずみとしょかん）は横浜市泉区和泉町6207-5にある公立図書館である。
1989年2月に市内で13番目の図書館として、いずみ野駅北口のそばに開館した。
2012年から「予約の多い本常置コーナー」を試験的に設け、予約数が多いために本棚に並ぶことのない本の一部を館外貸出禁止にして、館内閲覧用に提供している。なお、このコーナーは図書館の資料費で揃えた本ではなく、市民からの寄贈本だけで構成している。

### 横浜市瀬谷図書館

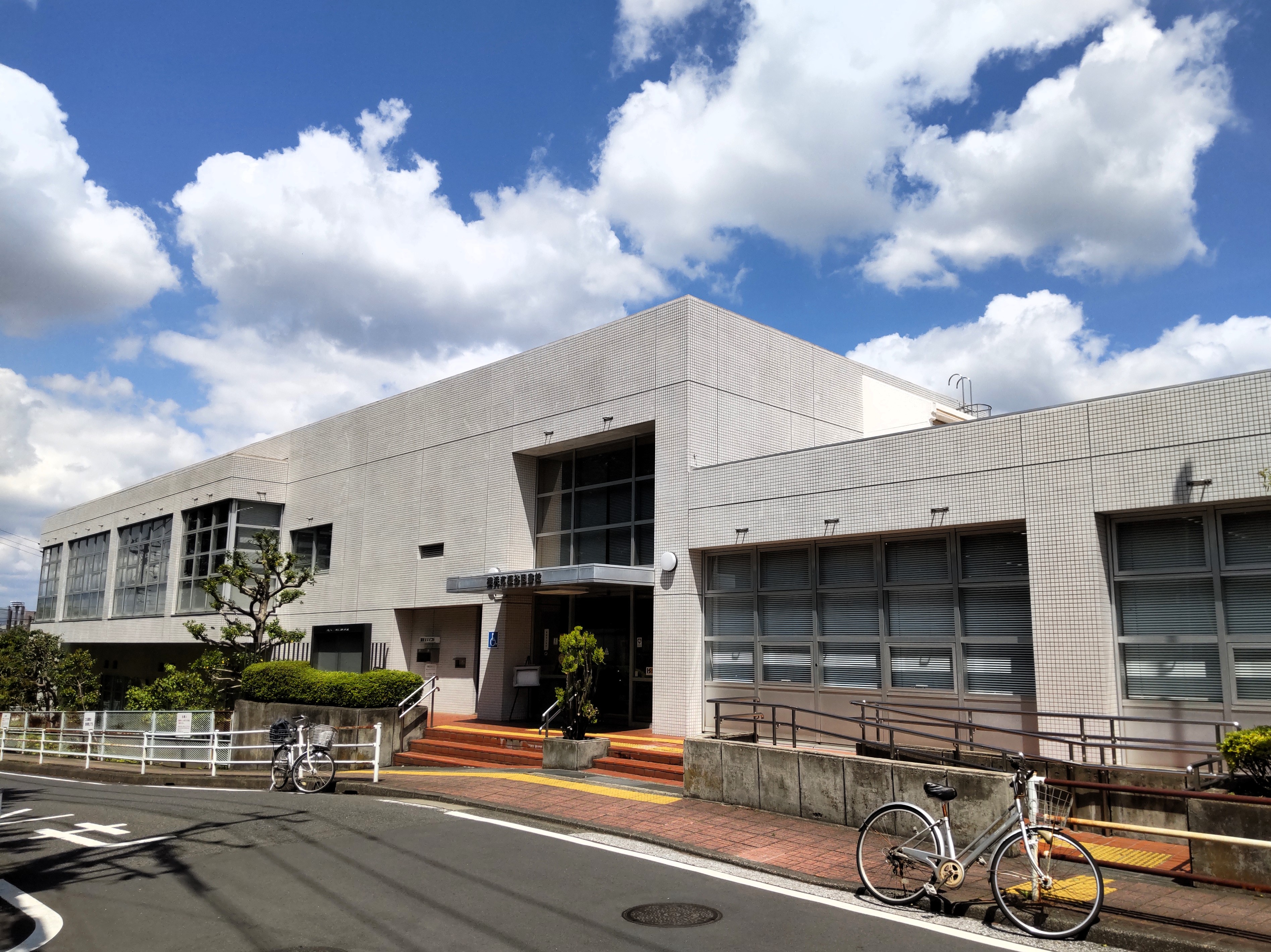
横浜市瀬谷図書館

横浜市瀬谷図書館（よこはましせやとしょかん）は横浜市瀬谷区本郷3-22-1にある公立図書館である。
1985年1月に市内で9番目の図書館として開館した。

## 移動図書館「はまかぜ号」

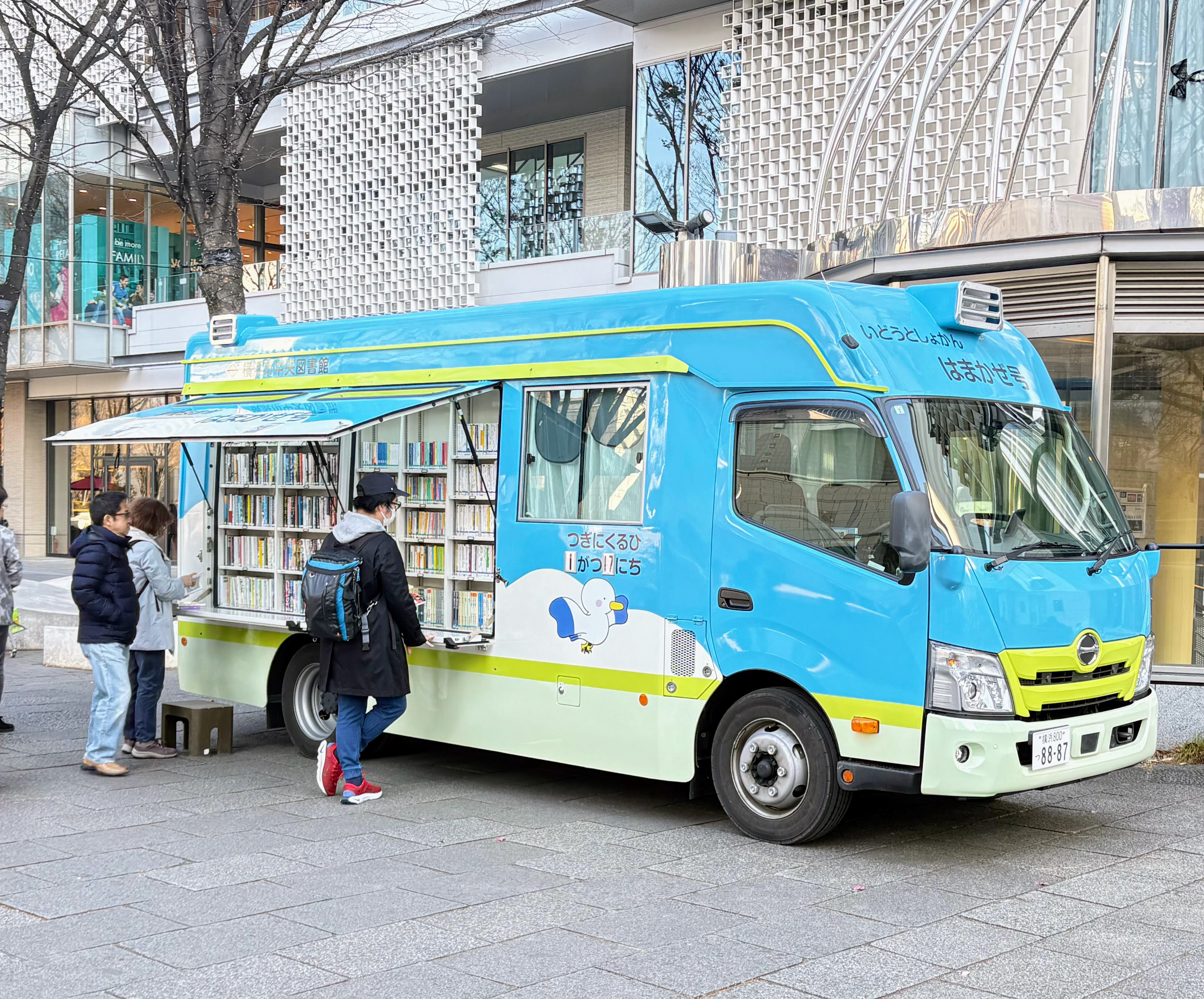
五代目はまかぜ2号

移動図書館「はまかぜ号」は、図書館から遠い地域を巡回して、個人貸出を行うバスである。1970年8月に導入された。横浜市中央図書館に所属している。図書館カードは横浜市立図書館と共通で、図書館カードの発行も行っている。移動図書館の本の貸出・返却以外に、予約した本の受け取り、他の横浜市立図書館で借りた本の返却もできる。巡回するステーションは以下の21か所で、隔週訪問している。図書館のネットワークに接続されるまでの間、貸与された3枚のプラスチック製の貸し出し券（トークン）との引き換えという形で書籍を貸し出していた。
| 名称                     | 場所                                   | 住所                   |
| ------------------------ | -------------------------------------- | ---------------------- |
| 阿久和ステーション       | 三ツ境大原第二公園                     | 瀬谷区三ツ境89-14      |
| 片倉ステーション         | 神大寺中央公園                         | 神奈川区神大寺三丁目25 |
| 希望が丘ステーション     | 中希望が丘第五公園                     | 旭区中希望が丘202-18   |
| 港南台ステーション       | 港南台中央公園                         | 港南区港南台三丁目5    |
| 左近山ステーション       | 左近山ショッピングセンター南側広場     | 旭区左近山16-1         |
| 品濃ステーション         | 品濃中央公園                           | 戸塚区品野町552        |
| 杉田大谷ステーション     | 杉田大谷第一公園                       | 磯子区杉田七丁目14     |
| 竹山ステーション         | 竹山中公園                             | 緑区竹山三丁目1-1      |
| 綱島東ステーション       | 綱島東三丁目公園                       | 港北区綱島東三丁目9-31 |
| 中沢ステーション         | 中沢町公園（きのこ公園）               | 旭区中沢三丁目37       |
| 名瀬ステーション         | 名瀬下第三公園                         | 戸塚区名瀬町762        |
| 並木ステーション         | 並木三丁目イド藻公園                   | 金沢区並木三丁目3      |
| 奈良北ステーション       | 奈良町第三公園                         | 青葉区奈良町2964-10    |
| ならやまステーション     | 奈良山公園                             | 青葉区奈良一丁目4-1    |
| 八景西ステーション       | 八景西公園                             | 金沢区大川7            |
| 東山田ステーション       | 東山田地域ケアプラザ                   | 都筑区東山田町270      |
| 俣野ステーション         | ドリームハイツ第一公園                 | 戸塚区俣野町1403-64    |
| みなとみらいステーション | グランモール公園 美術の広場            | 西区みなとみらい三丁目 |
| 南日吉ステーション       | 南日吉団地管理事務所前                 | 港北区日吉本町四丁目   |
| 宮向ステーション         | 宮向団地管理事務所周辺（5－4号棟そば） | 神奈川区羽沢町947      |
| 緑園ステーション         | 緑園東公園                             | 泉区緑園五丁目1        |